# Euphoria (album Enrique Iglesiasa)
"Euphoria" – dziewiąty album studyjny hiszpańskiego piosenkarza Enrique Iglesiasa. Został wydany przez Universal Republic i Universal Music Entertainment, międzynarodowo 5 lipca 2010 w Wielkiej Brytanii, a 6 lipca w Stanach Zjednoczonych. Do współpracy przy produkcji krążka, zaproszono RedOne, Carlosa Paucara, Marka Taylora i Fernanda Garibaya. W nagraniach udział wzięli Akon, Usher, Juan Luis Guerra, Pitbull, Nicole Scherzinger, Wisin & Yandel i Ludacris. Piosenki zawarte na płycie śpiewane są w języku angielskim i hiszpańskim.
Pierwszy singel „Cuando me enamoro” osiągnął pierwszą pozycję w Hot Latin Songs, a drugi „I Like It” czwartą w Billboard Hot 100. Po wydaniu album zadebiutował na dziesiątym miejscu w Billboard 200, ze sprzedażą 27 000 egzemplarzy. 1 grudnia 2010 roku, Iglesias rozpoczął trasę „Euphoria Tour”, którą zakończył 11 czerwca 2011 roku.
Piosenkarz stwierdził, że album jest zupełnie inny niż poprzednie, mówiąc:

"Tej płyty nie da się porównać do niczego, co zrobiłem wcześniej, jest bardzo różnorodna muzycznie. Naprawdę fajnie było poeksperymentować i odkrywać nieznane dotąd terytorium".

## Lista utworów
1. „I Like It” (gościnnie Pitbull) – 3:52
2. „One Day at a Time” (gościnnie Akon) – 4:05
3. „Heartbeat” (gościnnie Nicole Scherzinger) – 4:17
4. „Dirty Dancer” (gościnnie Usher) – 3:34
5. „Why Not Me?” – 3:39
6. „No me digas que no” (gościnnie Wisin & Yandel) – 4:30
7. „Ayer” – 3:33
8. „Cuando me enamoro” (gościnnie Juan Luis Guerra) – 3:20
9. „Dile qué” – 3:41
10. „Tú y yo” – 4:01
11. „Heartbreaker” – 4:05
12. „Coming Home” – 3:59
13. „Everything's Gonna Be Alright” – 3:47
14. „No me digas que no” – 4:08

## Pozycje
- Australian Aria Charts – 72
- European Top 100 Albums – 98
- US Top Latin Albums – 2
- US Latin Pop Albums – 1
- US Billboard 200 – 185

## Certyfikaty
- Australia (ARIA) – złota płyta
- Francja (SNEP) – złota płyta
- Meksyk (AMPROFON) – platynowa płyta
- Rosja (NFPF) – złota płyta
- Polska – złota płyta[6]